# Airel
Airel ist eine französische Gemeinde mit 527 Einwohnern (Stand: 1. Januar 2022) im Département Manche in der Region Normandie. Die Gemeinde gehört zum Kanton Pont-Hébert im Arrondissement Saint-Lô. Die Einwohner werden Airelois genannt.

## Geographie
Airel liegt etwa elf Kilometer nördlich von Saint-Lô am Vire, der die Gemeinde im Westen begrenzt. Umgeben wird Airel von den Nachbargemeinden Neuilly-la-Forêt im Norden und Nordwesten, Lison im Norden und Nordosten, Moon-sur-Elle im Osten, La Meauffe im Süden, Cavigny im Südwesten sowie Saint-Fromond im Westen.

## Einwohnerentwicklung
| 1962 | 1968 | 1975 | 1982 | 1990 | 1999 | 2006 | 2018 |
| 623  | 557  | 534  | 548  | 526  | 486  | 511  | 550  |

## Kultur und Sehenswürdigkeiten
- Kirche Saint-Georges
- Kapelle Saint-Antoine
- altes Pfarrhaus
- Herrenhaus von Le Mesnil Vitey aus dem 15. Jahrhundert, Monument historique
- Herrenhaus von Juvigny aus dem 16. Jahrhundert
- Herrenhaus von La Motte aus dem 16. Jahrhundert
- Herrenhaus von La Grande Roque aus dem 17. Jahrhundert

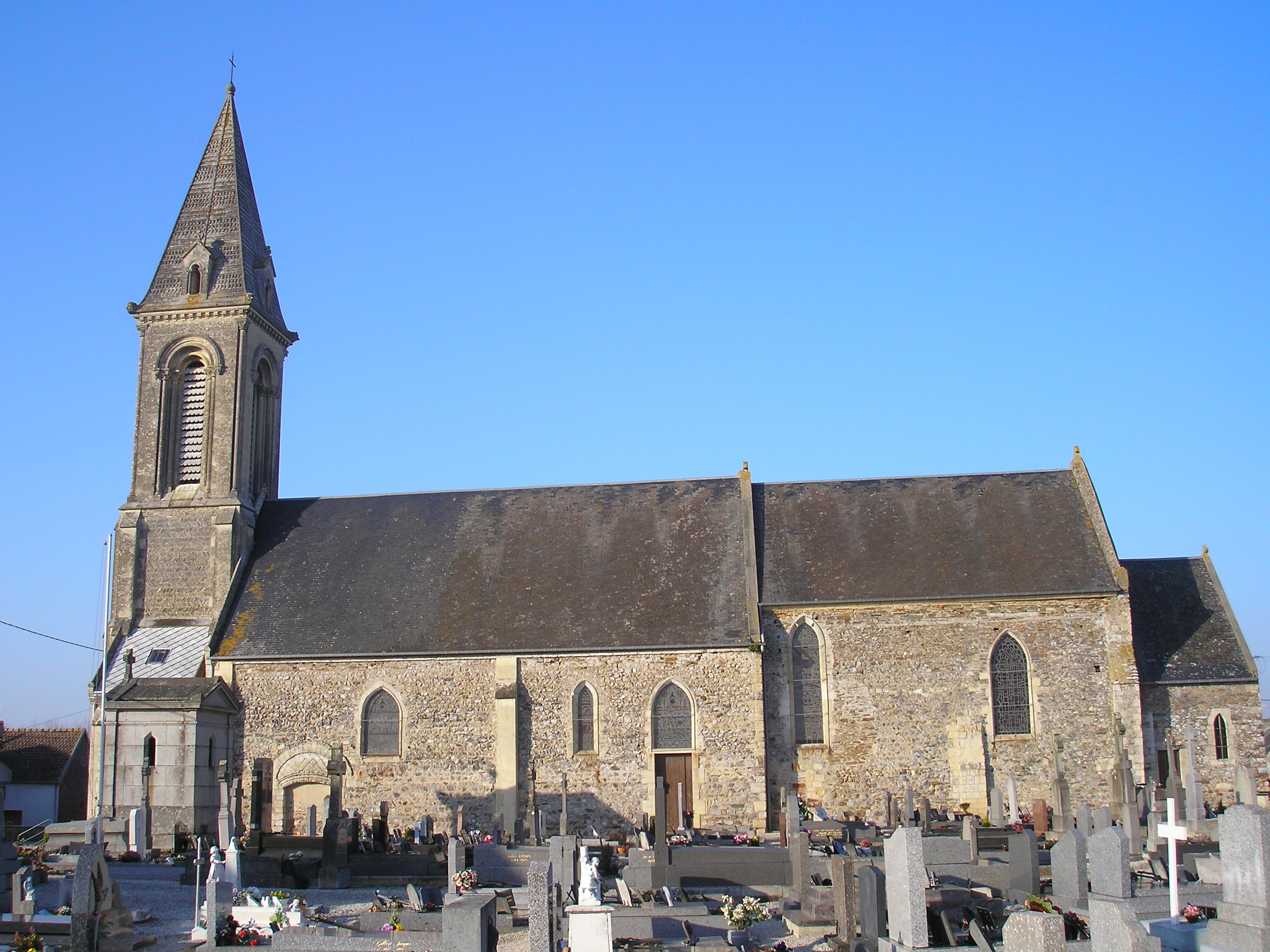
Kirche Saint-Georges
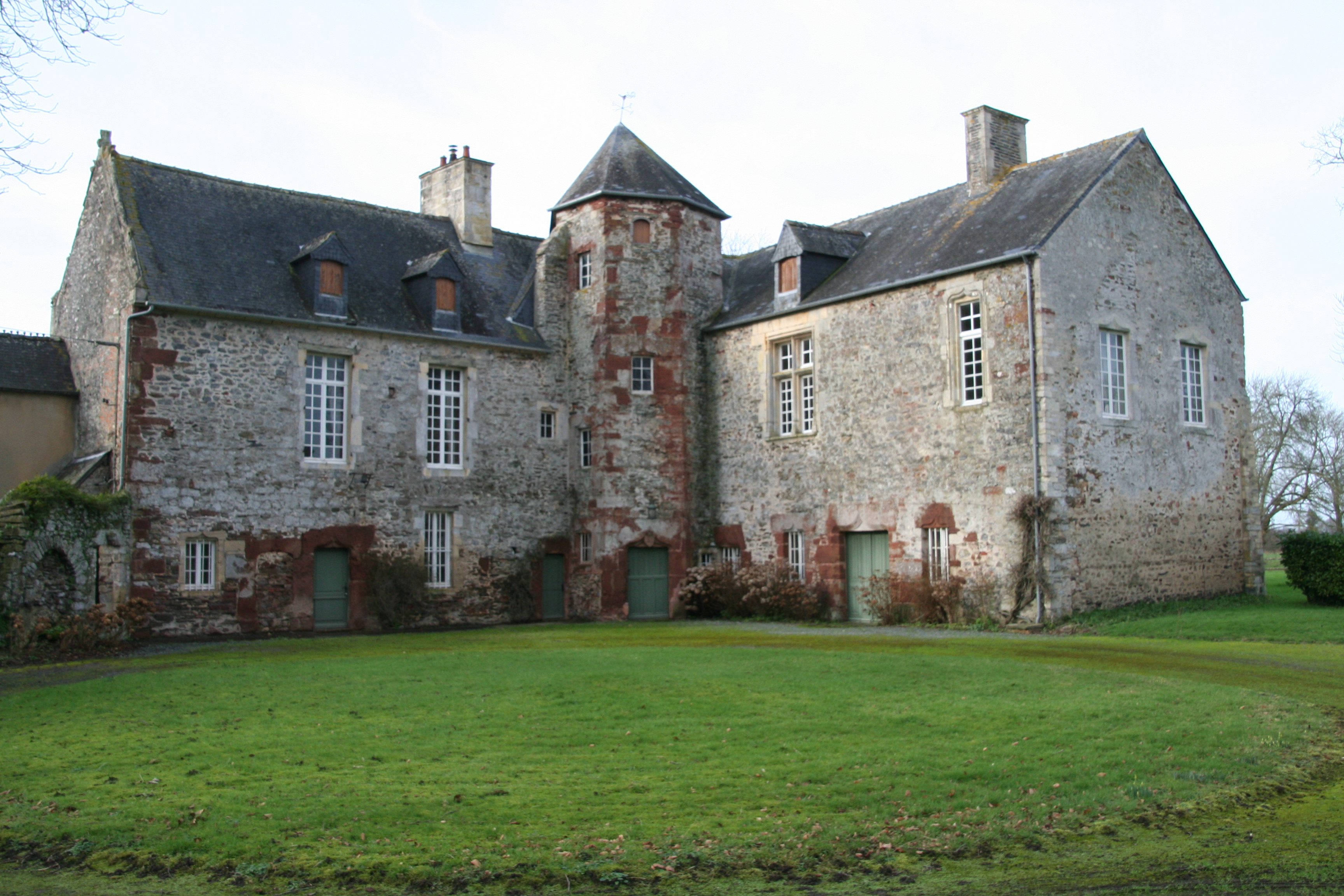
Herrenhaus Le Mesnil Vitey

## Persönlichkeiten
- Jean Michel Guérin du Boscq de Beaumont (1896–1955), Politiker, Justizminister (1954/1955)

## Trivia
Die geologische Formation zwischen Airel und Moon-sur-Elle hat mehrere Dinosaurierfunde (Theropoden) hervorgebracht.